# Kalotės ir Karklės apylinkės
Kalotės ir Karklės apylinkės este o arie protejată (sit de importanță comunitară — SCI) din Lituania întinsă pe o suprafață de 258,78 ha, integral pe uscat.

## Localizare
Centrul sitului Kalotės ir Karklės apylinkės este situat la coordonatele 55°47′28″N 21°04′49″E / 55.791°N 21.0803°E.

## Înființare
Situl Kalotės ir Karklės apylinkės a fost declarat sit de importanță comunitară în decembrie 2021 pentru a proteja un număr necunoscut de specii din flora spontană și fauna sălbatică aflate în arealul zonei.

## Biodiversitate
Situată în ecoregiunea boreală, aria protejată conține 4 habitate naturale: Dune mobile de-a lungul țărmului cu Ammophila arenaria („dune albe”), Dune împădurite din regiunile atlantică, continentală și boreală, Taiga vestică, Păduri caducifoliate de mlaștină fino-scandinave.
La baza desemnării sitului se află un număr nedeclarat de specii protejate.